# Fédération internationale de sumo
La Fédération international de sumo (International Sumo Federation) est une fédération d'organismes nationaux et internationaux dédiées au sumo.

## Historique
La fédération japonaise de Sumo, a été créée le 1er septembre 1946 et organisait également plusieurs championnats amateur chaque année dans lesquels les équipes étrangères étaient invitées à participer. Les plus anciens championnats amateurs remontent à l'année 1915.
En 1980, la fédération nationale a organisé le premier tournoi international. À partir de ce moment, le nombre d'équipes étrangères participant à cet événement a augmenté chaque année et, en juillet 1983, le Japon et le Brésil ont établi l'embryon d'une fédération internationale avec en point d'orgue le 10e anniversaire des Championnats internationaux qui s'est tenu en 1989 à Sao Paulo en dehors du Japon.
Le 10 décembre 1992, l'IFS est fondée au moment où les championnats du monde rassemblaient 73 concurrents issus de 25 pays différents.
Les fédérations continentales ont été créées en 1995. Le championnat féminin a été créé en 1997 et le championnat du monde junior a eu lieu en 1999,.

## Organisation
En 2017, l'IFS comprend 84 organisations nationales de Sumo
| Afrique | Amériques | Asie | Europe | Océanie                                                   |
| --- | --- | --- | --- | --------------------------------------------------------- |
| - Afrique du Sud - Algérie - Cameroun - République du Congo - Côte d'Ivoire - Égypte - Kenya - Madagascar - Mali - Maurice - Nigeria - Ouganda - Sénégal - Togo - Zimbabwe | - Argentine - Brésil - Canada - Chili - Colombie - Cuba - République dominicaine - États-Unis - Haïti - Jamaïque - Mexique - Paraguay - Porto Rico - Uruguay - Venezuela | - Chine - Corée du Sud - Taipei chinois - Hong Kong - Inde - Indonésie - Iran - Japon - Kazakhstan - Kirghizistan - Malaisie - Mongolie - Népal - Pakistan - Philippines - Sri Lanka - Syrie - Tadjikistan - Thaïlande - Turkménistan - Viêt Nam | - Allemagne - Andorre - Autriche - Azerbaïdjan - Biélorussie - Bulgarie - Danemark - Estonie - Finlande - France - Géorgie - Grande-Bretagne - Hongrie - Irlande - Italie - Lituanie - Moldavie - Norvège - Pays-Bas - Pologne - Portugal - République tchèque - Russie - Slovaquie - Suède - Suisse - Ukraine | - Australie - Fidji - Kiribati - Nouvelle-Zélande - Tonga |
| 15 pays | 15 pays | 22 pays | 27 pays | 5 pays                                                    |